# 洪奇沥水道
洪奇沥水道，位于中华人民共和国广东省珠江三角洲中部，是广州市番禺区及南沙区和佛山市顺德区及中山市的天然边界，北起佛山顺德大良的板沙尾，上接李家沙水道和容桂水道，蜿蜒向东南，于广州南沙万顷沙十五涌西入洪奇门入海。全长41千米，河宽约250～1500米。洪奇沥水道是广佛地区通往中山、港澳地区的主要航道之一。